# واحة سيدي ابراهيم (واحة سيدي أبراهيم)
واحة سيدي إبراهيم هي إحدى مشيخات المملكة المغربية، تتبع جغرافيا لعمالة مراكش وإداريًا لواحة سيدي أبراهيم. يقدر عدد سكانها بـ 13410 نسمة حسب الإحصاء الرسمي للسكان والسكنى لسنة 2004.